# Soundtracks (альбом Can)
Soundtracks — це альбом-компіляція краут-рок гурту Can. Вперше він вийшов 1970 року і складається з треків, написаних для різних фільмів. Альбом знаменує відхід вокаліста гурту Малкольма Муні, який співає на двох треках, на заміну якому прийшов новий учасник Дамо Сузукі. Стилістично альбом також документує перехід від психоделічних джемів ранніх записів (наприклад, Monster Movie та Delay 1968) до медитативнішого, електронного та експериментального стилю наступних студійних альбомів (таких як Tago Mago та Ege Bamyasi).
На звороті обкладинки альбому зазначено:
|  | "CAN SOUNDTRACKS" є другим альбомом THE CAN, але не альбомом номер два ... Альбом номер два [Tago Mago] вийде на початку 1971 року. |

«She Brings the Rain», що вперше з'явилася у фільмі Томаса Шамоні (брата режисерів Ульріха Шамоні та Петера Шамоні) Ein großer graublauer Vogel 1969 року, згодом увійшла до фільму Віма Вендерса Лісабонська історія 1994 року, фільму Оскара Релера Нещасний 2000 року та фільму Чан Ань Хунга Норвезький ліс, що вийшов на екрани в 2010 році.
«Don't Turn the Light On, Leave Me Alone» — це перший запис виступу Дамо Сузукі з гуртом Can.

## Відгуки критиків
У рецензії в журналі Stylus Нікі Саутхолл назвав Soundtracks «дивним записом», який «здається безцільним», але має деякі «абсолютно піднесені моменти». Домінік Леоне писав у Pitchfork, що хоча багатьом трекам на Soundtracks бракує «художнього охоплення», досягнутого Can на Monster Movie та інших альбомах, вони не є «викинутими». Леоне назвав «Mother Sky» родзинкою альбому, додавши, що вона «за силою впливу не поступається жодній з пісень на дебютнику».
В огляді Soundtracks на AllMusic Джейсон Анкені зауважив:
|  | Дихотомія між двома вокалістами очевидна: дивний, придушений вокал Сузукі набагато комфортніше вписується у все складніше і тонке звучання гурту, дозволяючи більшу варіативність, ніж дискурс потоку свідомості Муні. |

У березні 2005 року журнал Q помістив «Mother Sky» під номером 48 у своєму списку 100 найкращих гітарних треків.

## Трек-лист
| Сторона 1 | Сторона 1                                                                                                | Сторона 1  |
| #         | Назва | Тривалість |
| --------- | --- | ---------- |
| 1.        | «Deadlock» (з фільму Deadlock, 1970, реж. Роланд Клік)                                                   | 3:27       |
| 2.        | «Tango Whiskyman» (з фільму Deadlock)                                                                    | 4:04       |
| 3.        | «Deadlock (Titelmusik)» (з фільму Deadlock)                                                              | 1:40       |
| 4.        | «Don't Turn the Light on, Leave Me Alone» (з фільму Cream – Schwabing Report, 1970, реж. Леон Капетанос) | 3:42       |
| 5.        | «Soul Desert» (з фільму Mädchen mit Gewalt, 1970, реж. Роджер Фріц)                                      | 3:48       |

| Сторона 2 | Сторона 2                                                                             | Сторона 2  |
| #         | Назва                                                                                 | Тривалість |
| --------- | ------------------------------------------------------------------------------------- | ---------- |
| 1.        | «Mother Sky» (з фільму Deep End, 1971, реж. Єжи Сколімовський)                        | 14:31      |
| 2.        | «She Brings the Rain» (з фільму Ein großer graublauer Vogel, 1969, реж. Томас Шамоні) | 4:04       |
| 35:16     |                                                                                       |            |

## Персоналії
Can
- Хольгер Чукай — бас, контрабас
- Міхаель Каролі — гітара, скрипка
- Яки Лібецайт — барабани, перкусія, флейта
- Малкольм Муні — вокал на «Soul Desert» і «She Brings the Rain»
- Ірмін Шмідт — клавішні, синтезатори
- Дамо Сузукі — вокал на «Deadlock», «Tango Whiskyman», «Don't Turn the Light On, Leave Me Alone» і «Mother Sky»; перкусія